# Wardyń Górny

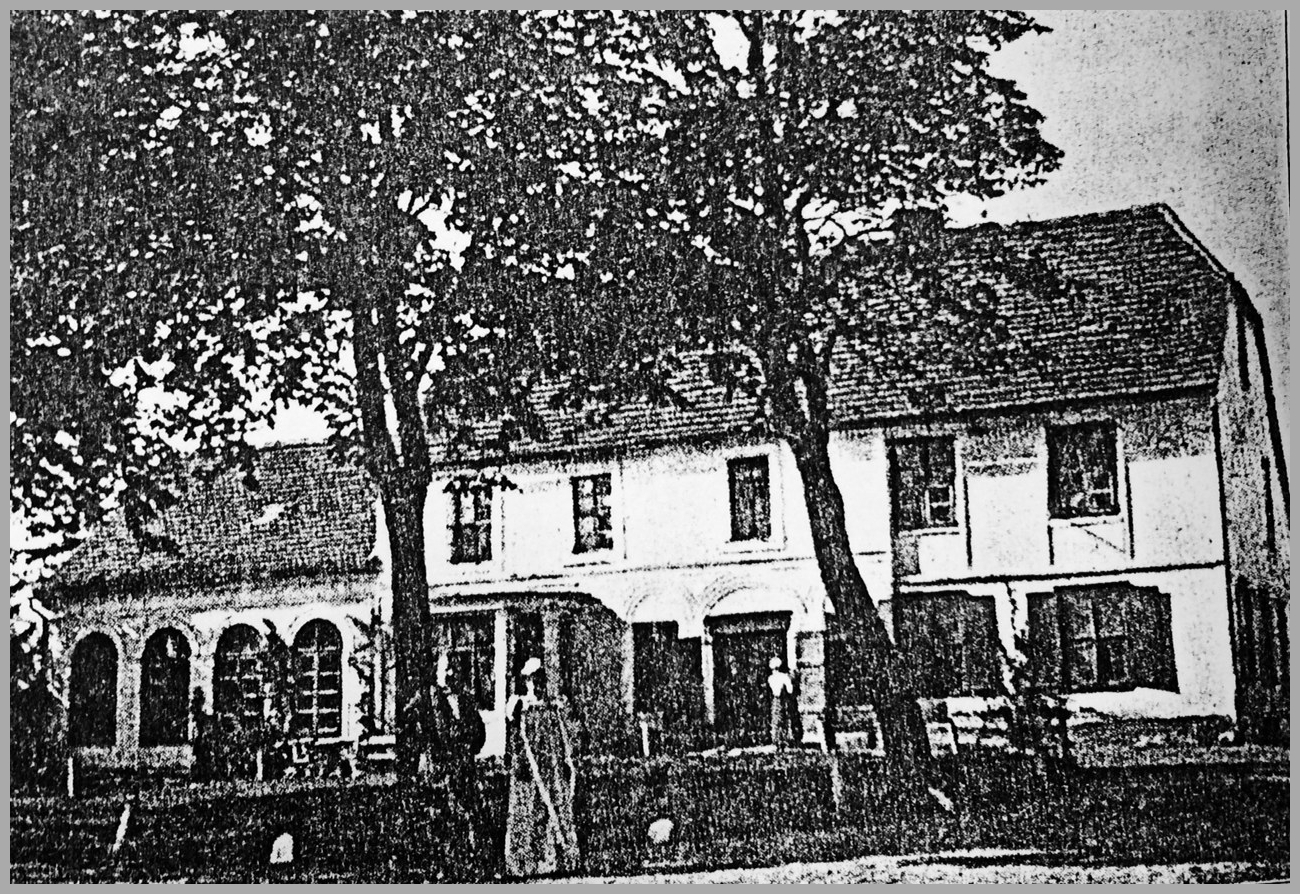
Ehem. Gutshaus Hohenwardin

Wardyń Górny (deutsch Hohenwardin) ist ein Dorf in Hinterpommern, heute in der polnischen Woiwodschaft Westpommern gelegen. Es gehört zur Gmina Połczyn-Zdrój (Bad Polzin) im Powiat Świdwiński (Schivelbein).

## Geographische Lage
Wardyń Górny liegt in sieben Kilometern Entfernung nordwestlich von Połczyn-Zdrój und ist über die Woiwodschaftsstraße Nr. 152 Płoty (Plathe)-Resko (Regenwalde)-Świdwin (Schivelbein)-Buślary (Buslar) erreichbar. Die Ortschaften Borucino (Brosland) und Dziwogóra (Dewsberg) sind historisch mit Wardyń Górny verbunden. Die östliche Gemeindegrenze war bis 1945 die Stadtgrenze zu Bad Polzin. Die nächste Bahnstationen waren bis zur Stilllegung der Strecke Nowe Ludzicko (Neu Lutzig) und Połczyn-Zdrój an der Strecke Bahnstrecke Grzmiąca–Świdwin.

## Ortskunde
Hohenwardin war ein altes Manteuffelsches Lehen. Bereits 1704 wurde Georg Friedrich von Manteuffel als Eigentümer genannt. Ein Urnenfund in der Hohenwardiner Feldmark aus dem Jahre 1927 weist auf eine vorgeschichtliche Gründungszeit: ausgebaute Grabstätten mit Urnen in einer Steinkiste.
Im Jahre 1939 lebten in der 1033,8 Hektar umfassenden Gemeinde Hohenwardin 424 Einwohner in 97 Haushaltungen. Die Feldmark wurde damals von drei Gutsbesitzern und 23 bäuerlichen Betrieben bewirtschaftet. Der Absatz der Erzeugnisse erfolgte über Bad Polzin (polnisch: Połczyn-Zdrój), von wo aus sich auch die Versorgung der Hohenwardiner Bevölkerung vollzog.
Hohenwardin gehörte bis 1945 zum Amts- und Standesamtsbezirk Buslar (Buślary) im Landkreis Belgard (Persante). Gemeindebürgermeister Rachow und Amtsvorsteher Fritz Rakow waren die letzten Amtsinhaber, ebenso der Standesbeamte Erdmann. Das zuständige Amtsgericht stand in Bad Polzin.
Im März 1945 erfolgte die Besetzung des Dorfes durch Truppen der Roten Armee, und im Herbst des gleichen Jahres begann die Vertreibung der ansässigen Bevölkerung. Hohenwardin wurde unter dem Namen Wardyń Górny ein Teil der polnischen Gmina Połczyn-Zdrój im Powiat Świdwiński.

## Kirche
Hohenwardin hatte keine eigene Kirche, sondern war in das Kirchspiel Bad Polzin eingepfarrt. Es lag im Kirchenkreis Belgard (polnisch: Białogard) in der Kirchenprovinz Pommern der evangelischen Kirche der Altpreußischen Union.
Heute liegt Wardyń Górny im Kirchspiel Koszalin (Köslin) in der Diözese Pommern-Großpolen der Evangelisch-Augsburgischen Kirche in Polen.

## Schule
Bereits im Jahre 1867 wird in Hohenwardin eine einklassige, von der Gutsherrschaft unterhaltene Volksschule erwähnt. Bis 1927 unterrichtete hier Lehrer Schröder, gefolgt von Lehrer Sturm, der bis 1945 Schulhalter war.